# Týnčanský kras
Týnčanský kras je vápencová oblast v okrese Příbram, mezi vesnicemi Týnčany a Skoupý, s krasovými jevy a pestrou flórou i faunou. Pro tyto kvality bylo navrženo, aby se stala přírodní rezervací, ale na začátku roku 2021 jí dosud vyhlášena nebyla. Týnčanský kras patří do mírně teplé oblasti (mezofytikum), spadá do fytochorionu 41 (Střední Povltaví) poblíž jeho hranice s okrskem 42a (Sedlčansko-milevská pahorkatina). Nadmořská výška se pohybuje mezi 410 a 568 metry. Rozloha přírodně hodnotné oblasti je 36,4 ha.

## Geologie
Území je tvořeno ostrůvkem krystalických vápenců devonského stáří v okolní krajině prvohorních žulových vyvřelin sedlčanského plutónu. Vápencem někde prostupují břidlice. Vyvinuta je řada krasových jevů, škrapových polí, skalních výchozů, několik závrtů, vývěrů a jeskyní, z nich nejvýznamnější jsou 122 metrů dlouhá Velikonoční a 89 metrů dlouhá Divišova jeskyně, v nichž je prováděn soustavný speleologický průzkum. Reliéf modelují také četné staré lůmky na kvalitní místní vápenec.
Půda na vápenci je převážně hnědá rendzina, na okolních kyselých substrátech navazují oligotrofní a mezotrofní hnědozemě.

## Flóra

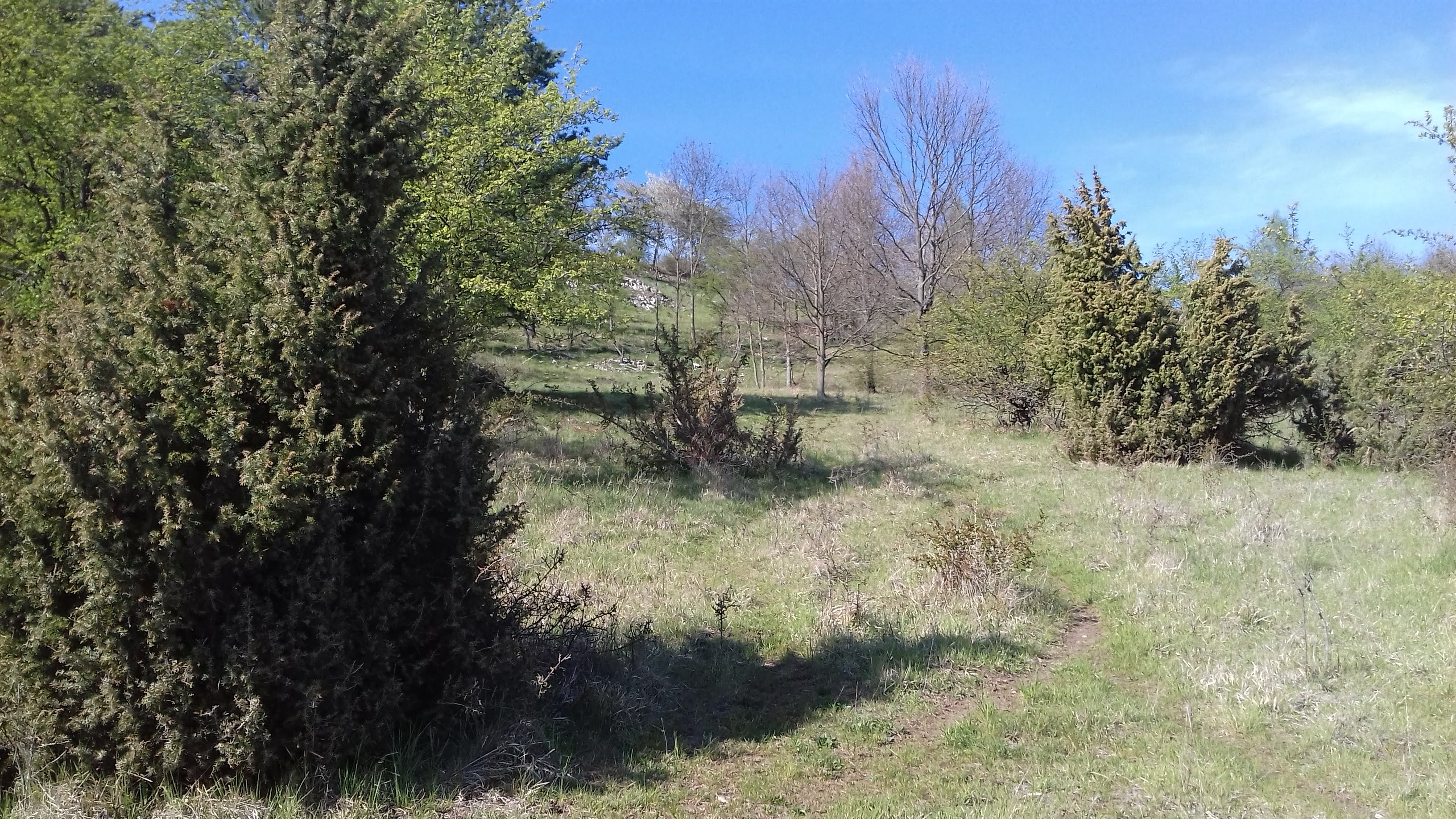
Jalovce na bývalých pastvinách

V území bylo nalezeno 420 rostlinných druhů, z nichž 50 je zařazeno na Červeném seznamu ohrožených druhů. Mnohé teplomilné a vápnomilné druhy zde mají ojedinělý izolovaný výskyt v rámci širokého okolí. Převládá vegetace teplomilných širokolistých trávníků (svaz Bromion erecti) s vtroušenými křovinami, cenná a druhově bohatá jsou také stará polní lada a okraje polních kultur nebo vegetace primitivních půd na vápencových skalních výchozech.
Ze vzácných a zajímavých druhů se v území vyskytují např. hořec křížatý (Gentiana cruciata) a hořec brvitý (Gentianopsis ciliaca), vstavač kukačka (Anacamptis morio), záraza vyšší (Orobanche elatior), dejvorec velkoplodý (Caucalis platycarpos), hlaváček letní (Adonis aestivalis), konopice úzkolistá (Galeopsis angustifolia), sasanka lesní (Anemone sylvestris), křivatec rolní (Gagea villosa) a další. Výskyt některých dalších z lokality udávaných druhů, například kapradiny vratičky měsíční (Botrychium lunaria), pelyňku metlatého (Artemisia scoparia) nebo pětiprstky žežulníku (Gymnadenia conopsea), se v posledních letech nepodařilo potvrdit. Zajímavá je také populace jalovce obecného (Juniperus communis) na bývalých pastvinách.

## Fauna a mykologie

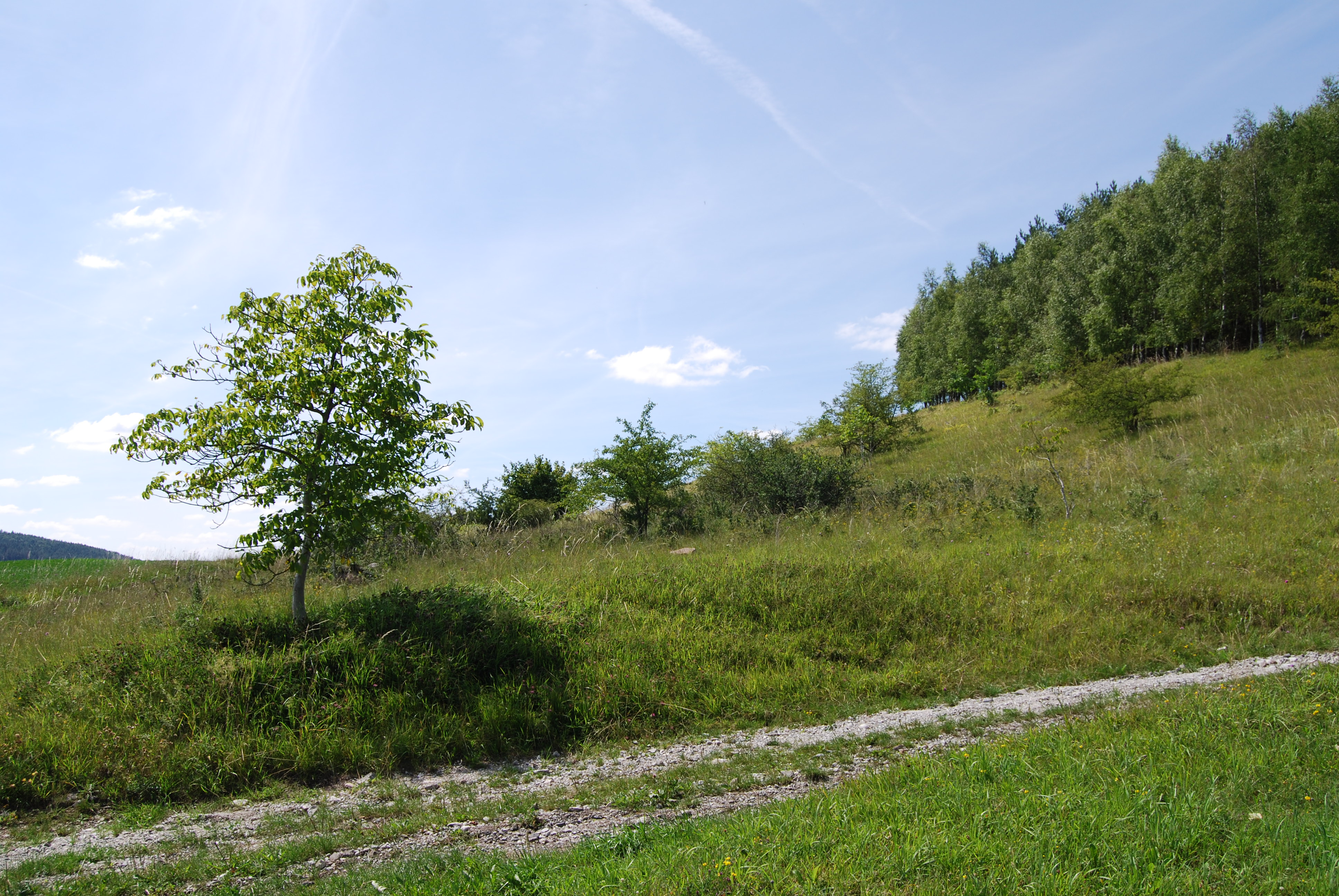
Polní cesta mezi bývalými pastvinami

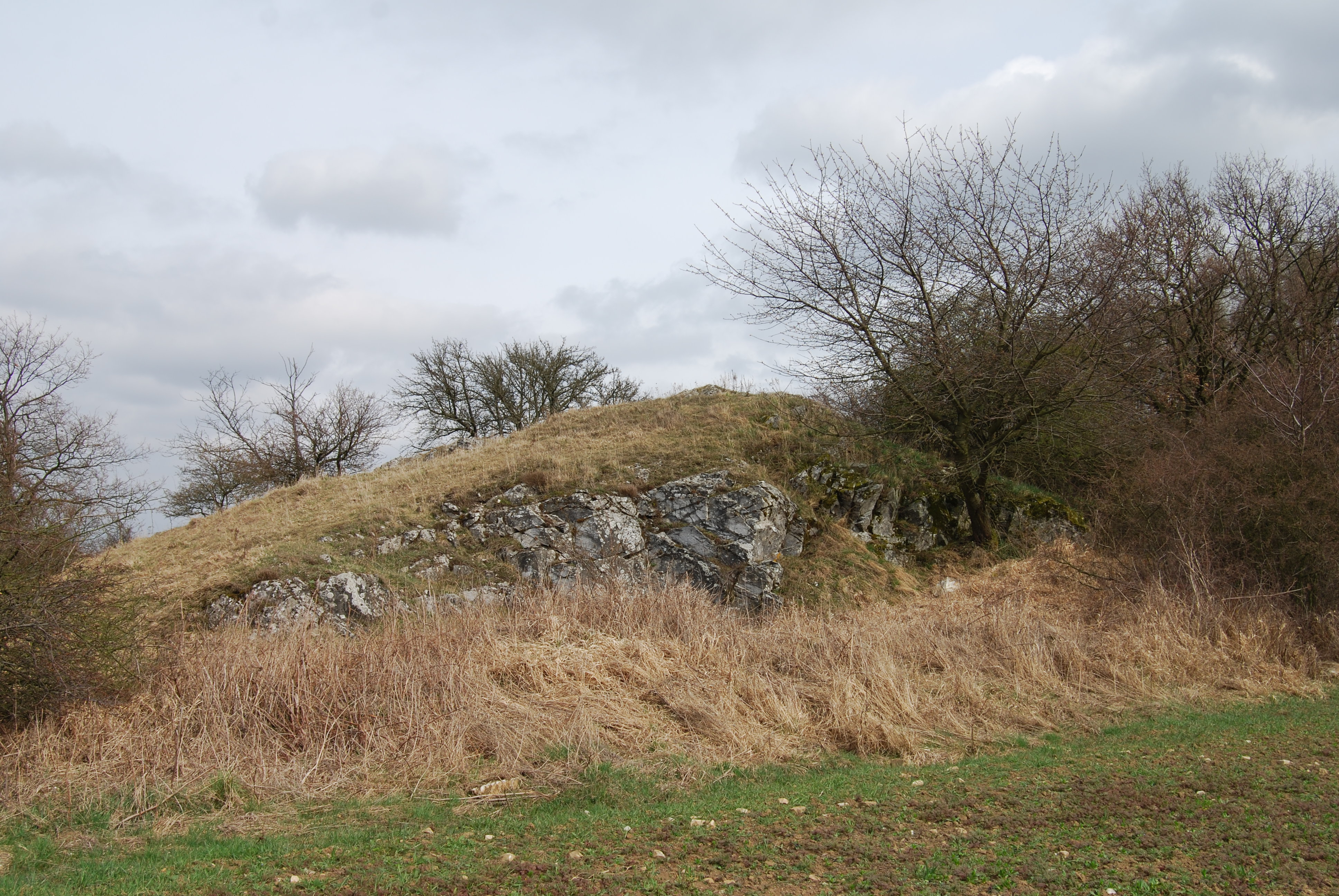
Lokalita zvaná "Kočičí zámek"

Při mykologickém průzkumu bylo zjištěno 96 druhů hub, z nichž nejvýznamnější je lopatička kyjovitá (Spathularia flavida). Území je cennou entomologickou lokalitou s výskytem mnoha druhů ohrožených motýlů (okáč skalní, modrásek Rebelův, ostruháček kapinicový, pestrobarvec petrklíčový), brouků a dalších druhů hmyzu (cikáda chlumní, mravkolev Dystoleon tetragrammicus). Jeskyně jsou zimovištěm vrápence malého a dalších netopýrů, stejně jako čolka horského. Na odlehlých skalních římsách blízkého lomu hnízdí výr velký (Bubo bubo).

## Management a ochrana
Území bylo v minulosti využíváno jako pastvina, což umožnilo existenci druhově pestrých travinných společenstev. Po opuštění pastvy podléhalo dlouhá léta degradaci a zarůstání náletovými dřevinami a křovinami trnky a svídy krvavé, což způsobilo vymizení některých vzácných druhů rostlin. Větší ochranářské zásahy proběhly po roce 2008 v souvislosti s přípravou návrhu maloplošného chráněného území a zařazení do projektu Natura 2000. Od té doby jsou na území pravidelně vyřezávány nežádoucí křoviny a byla též obnovena pastva, kterou realizuje občanské sdružení Bělozářka.
Lokalitou prochází naučná stezka Petrovicko, která zde má několik zastavení.